# Odruchy wahadłowe
Odruchy wahadłowe – odruchy patologiczne polegające na wielokrotnej odpowiedzi na jeden bodziec wywołujący odruch. 
Np. po jednym uderzeniu młotkiem neurologicznym w ścięgno mięśnia czworogłowego uda nie spowoduje pojedynczego skurczu tego mięśnia (wyprostowania kończyny w stawie kolanowym), lecz kilka wahadłowych wychyleń.
Obecność odruchów wahadłowych może świadczyć o uszkodzeniu móżdżku.